# Imam (szyizm)
Imam – w szyizmie święty i przewodnik ummy będący potomkiem Alego i Fatimy. Według większości szyitów (oprócz zajdytów) uważany jest za nieomylnego i posiadającego nadprzyrodzone zdolności. Ostatnim imamem będzie Mahdi.